# براك التل
 براك التلّ هي إحدى القرى اللبنانية من قرى جبل عامل في قضاء صيدا إحدى أقضية محافظة الجنوب.